# Stone Cold Metal
Stone Cold Metal ist die vierte Single der finnischen Folk-/Viking-Metal-Band Ensiferum. Sie wurde erst nach dem Erscheinen des Albums From Afar (auf welchem das Lied Stone Cold Metal enthalten ist) am 9. August 2010 durch Spinefarm Records veröffentlicht. Die Single ist ausschließlich als kostenpflichtiger Download über Online-Musikdienste wie den iTunes Store oder Musicload erhältlich und wurde nie auf CD gepresst.

## Entstehungsgeschichte
Die Aufnahmen zu Stone Cold Metal und dem Judas-Priest-Cover Breaking the Law fanden, zusammen mit den übrigen Liedern von From Afar, von April bis Mai 2009 in den Petrax und E-Major Studios in Finnland statt. Produziert wurde das Album von Tero Kinnunen (u. a. Nightwish) und Janne Joutsenniemi. Letzterer war auch Produzent von Victory Songs. Abgemischt wurde das Album von Hiili Hiilesmaa (u. a. HIM) in den Coalhole Studios, gemastert von Svante Forsbäck in den Chartmakers Studio.

## Besetzung
- Gesang, Gitarre, Banjo: Petri Lindroos
- Gitarre (Akustik & 12-Saiten), Gesang (Clean und Background), Banjo, Schamanen-Trommel: Markus Toivonen
- Bass, Gesang (Clean und Background): Sami Hinkka
- Keyboard, Hammond-Orgel, Hintergrundgesang: Emmi Silvennoinen
- Schlagzeug, Schamanentrommel: Janne Parviainen
- Flöte: Mikko P. Mustonen
- Nyckelharpa: Lassi Logren
- Kantele: Timo Väänänen
- Querflöte, Tin Whistle, Blockflöte: Tobias Tåg
- Mandoline, Mandola: Olli Varis
- Blockflöte: Jenni Turku
- Klavier: Olli Ahvenlahti
- Hintergrundgesang: Jukka-Pekka Miettinen
- Abmischung: Hiili Hiilesmaa
- Mastering: Svante Forsbäck

## Titelliste
Alle Arrangements durch Ensiferum, alle Orchester Arrangements durch Mikko P. Mustönen.
| # | Titel                                 | Komposition            | Länge |
| - | ------------------------------------- | ---------------------- | ----- |
| 1 | Stone Cold Metal                      | Toivonen/Hinkka        | 7:26  |
| 2 | Breaking the Law (Judas-Priest-Cover) | Halford/Downing/Tipton | 2:26  |

## Stil
Wie auch auf From Afar ist Stone Cold Metal kompositorisch nicht mehr mit den älteren Alben Ensiferums vergleichbar. Das Lied weist einen starken Progressive Metal-Einfluss auf, beinhaltet aber auch epische Orchesterarrangements. Ein Alleinstellungsmerkmal sind die an den Wilden Westen erinnernden Melodien in der Mitte von Stone Cold Metal. Dieser Teil beginnt mit labialem Pfeifen, gefolgt von verstärktem Einsatz von Akustikgitarre, Bass, Klavier und Banjo. Der Liedtext ist auf Englisch und wird gescreamt vorgetragen.
Breaking the Law unterscheidet sich von der Version, welche auf dem Digipack des Debütalbums Ensiferum enthalten war, und ist nicht nur neu gemastert worden. So ist der Gesang bis auf den Refrain gescreamt und das Lied fällt deutlich härter aus als die Version von 2001.

## Kritik
Das Lied Stone Cold Metal wurde in vielen Rezensionen gelobt. So vergleicht der Autor Trabi vom Webzine metal-district.de die Komposition mit denen von Ayreon und bezeichnet das Lied, insbesondere aufgrund des ungewöhnlichen Zwischenteils, als „völlig genial“, ebenso wie Alexander van Stein von the-pit.de. Auch Eckart von metal.de beschreibt das Lied als „äußerst gelungen“. Maik von neckbreaker.de bezeichnet zudem den Western-Part des Liedes als „legendär“ und stellt es als neuen „Livekracher“ dar.